# Gene Siskel

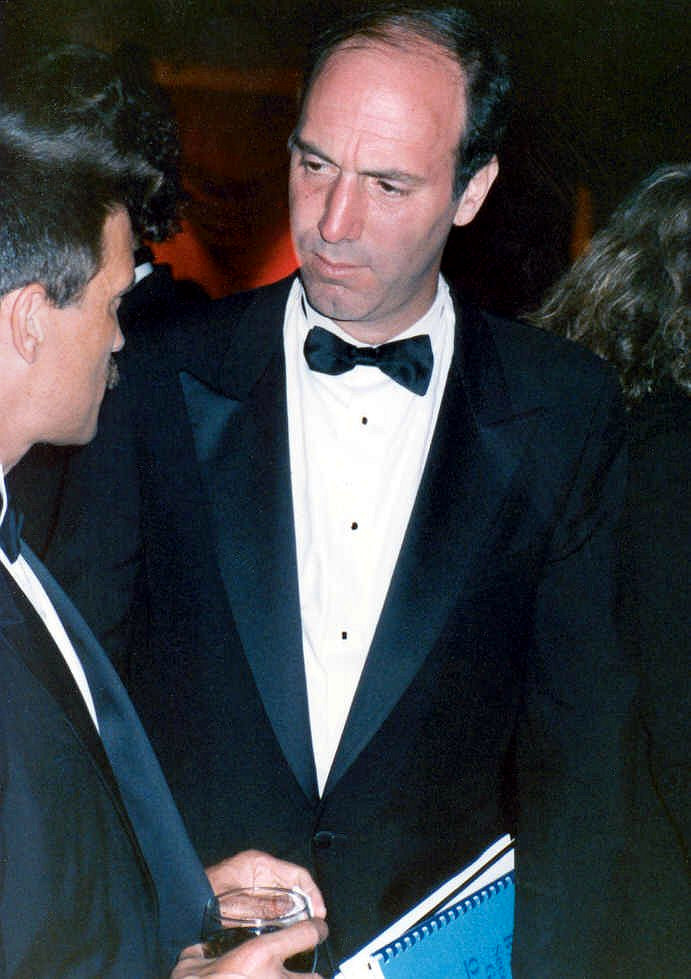
Gene Siskel bei der Oscarverleihung 1989

Eugene „Gene“ Kal Siskel (* 26. Januar 1946 in Chicago; † 20. Februar 1999 in Evanston, Illinois) war ein US-amerikanischer Journalist, Filmkritiker und Fernsehmoderator.
Er arbeitete für die Chicago Tribune und galt als einer der angesehensten Filmkritiker der USA. Er wurde bekannt durch seine gemeinsamen Fernsehsendungen mit seinem Kritikerkollegen Roger Ebert, der für die rivalisierende Zeitung Chicago Sun-Times schrieb. Von 1975 bis 1982 präsentierten sie die Sendung Sneak Previews, in der sie Filme bewerteten, die häufig neu an den Kinokassen erschienen. Nach einem Senderwechsel führten sie von 1982 bis zu Siskels Tod 1999 durch die Sendung At the Movies with Siskel & Ebert.
Siskel starb im Alter von 53 Jahren an den Folgen eines Hirntumors. Sein Nachfolger in der TV-Sendung wurde Richard Roeper von der Chicago Sun-Times. Die Sendung hieß seitdem Ebert & Roeper und lief bis zum Jahr 2008.